# TT176
TT176 (Theban Tomb 176) ist die moderne Nummer für die Grabkapelle des Userhet in Theben-West in Ägypten. 
Die Kapelle des Userhet besteht nur aus einem einzigen Raum, der einst vollkommen ausgemalt war. Der Eingang liegt im Osten und eine Nische im Westen. Userhet war ein unterer Beamter in der Verwaltung des Amuntempels in Karnak. Er trug die Titel Diener des Amun, Diener rein an Händen und Exzellenter Diener. Er lebte in der 18. Dynastie, wahrscheinlich unter König (Pharao) Thutmosis IV. Die Wandmalereien in der Kapelle zeigen Ernteszenen, die sogenannte Abydosfahrt, Userhet vor der Baumgöttin, Opferszenen, aber auch Userhet oder seine Familie bei einer Feier.
Das Grab ist mehrmals untersucht worden. Am Beginn des zwanzigsten Jahrhunderts besuchten es Norman de Garis Davies und Nina de Garis Davies, die zwei Grabszenen abzeichneten. Der deutsche Ägyptologe Siegfried Schott machte etwa 17 Fotos, die das Grab in einem guten Erhaltungszustand zeigen. Bruno Sandkühler besuchte das Grab zwischen 1961 und 1964 und fertigte einige weitere Fotos an. 1994 untersuchte die belgische Ägyptologin Bram Calcoen das Grab und zeichnete alle erhaltenen Reste der Wandmalereien. Die Malereien waren in der Zwischenzeit stark zerstört. Zusammen mit Christiane Müller-Hazenbos publizierte sie ihre Ergebnisse im Jahr 2012.